# Städtisches Museum Rosenheim

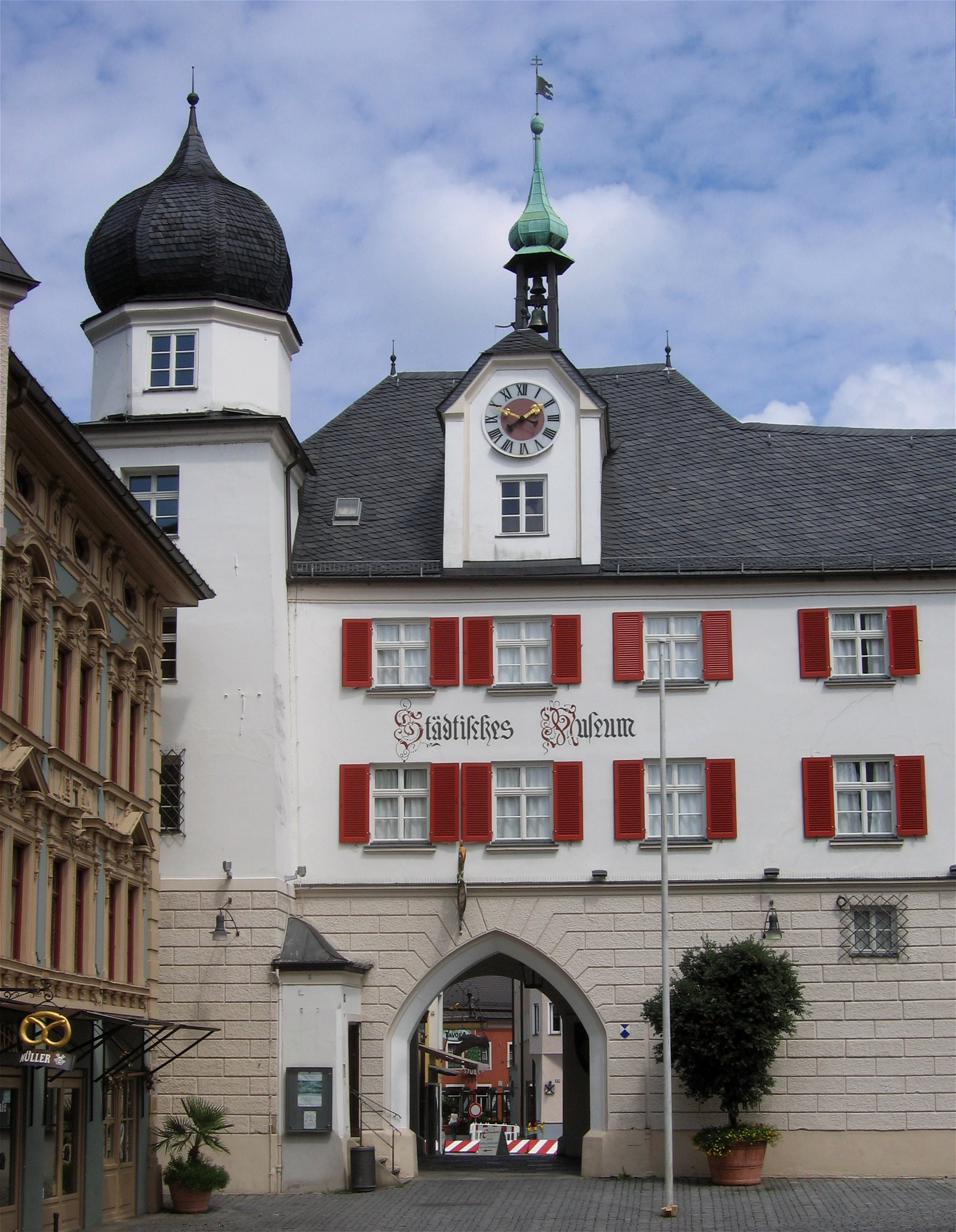
Städtisches Museum im Mittertor

Das Städtische Museum Rosenheim befindet sich im Mittertor, dem letzten erhaltenen Stadttor in Rosenheim in Bayern. Die Dauerausstellung Vom Römergrab zum Nierentisch zeigt Exponate zur Stadtgeschichte, zum Handwerk, Handel, Verkehrswesen und zur Wohnkultur.

## Geschichte
Das Städtische Museum wurde am 1. Juni 1895 in vier Räumen im ersten Stock des Mittertors eröffnet. Initiator war der Glasermeister und erster Vorstand des Kollegiums der Gemeindebevollmächtigten Josef Gietl. Aus dieser Zeit stammt der im Wesentlichen immer noch gültige Sammlungsauftrag:

„In diesem Museum sollen Aufnahme finden alle in Rosenheim und Umgebung zu Tage geförderten Fundgegenstände aus alter Zeit, alle auf Rosenheim und seine Umgegend bezüglichen Denkmale aus früherer Zeit, historisches und culturhistorisches über den ehemaligen Markt Rosenheim, seine Bewohner und Einrichtungen, […] von den ältesten Zeiten der Geschichte Rosenheims bis zur Neuzeit.“

Der wachsende Sammlungsbestand machte 1902 eine Erweiterung um sechs Räume nötig. Nach einer Umgestaltung durch den Architekten und Volkskundler Franz Zell belegte das Heimatmuseum Rosenheim ab Mai 1932 siebzehn Ausstellungsräume im Mittertor. Im Juli 1952 kam die neue Römersammlung dazu. Von 1960 bis 1967 fand eine umfassende Renovierung und Neugestaltung statt. Ab 1996 wurde das nun Städtisches Museum Rosenheim genannte Museum um eine stadtgeschichtliche Abteilung in neun Räumen des benachbarten Gietlhauses erweitert.

## Ausstellung
Die Sammlung umfasst mehr als 20.000 Objekte, von denen etwa 5000 in der Dauerausstellung zu sehen sind. Der nicht barrierefreie Rundgang führt durch 23 Schauräume auf vier Ebenen.  Neben der Römersammlung mit im Bereich der Pons Aeni („Innbrücke“) gefundenen Töpferwaren und Grabbeigaben sind Keramiken der Rosenheimer Hafner ausgestellt.  Aus dem 18. und 19. Jahrhundert stammen Mobiliar und Einrichtungsgegenstände, die in einer Küche, einer Bürgerstube, einer Wirtsstube, im Perthaler Zimmer und der „Fertigung“ inszeniert sind. Im Obergeschoss erinnert das große Modell eines Schiffszuges an die für die Entwicklung Rosenheims bedeutende Innschifffahrt. Weitere Themen sind Volksfrömmigkeit und sakrale Kunst, Zunftwesen, Handwerk und Handel. Die stadtgeschichtliche Ausstellung zeigt Exponate, Pläne und Fotografien der von 1810 bis 1958 bestehenden Rosenheimer Saline. Rund 200 Jahre war die Stadt auch als Heilbad bekannt. In weiteren Räumen werden die Stadterhebung im Jahr 1864, der nachfolgende Aufschwung bis 1914, die Kriegs- und Zwischenkriegszeit und die Wirtschaftswunderzeit in den 1950er Jahren thematisiert.